# Nazym Kyzaibay
Nazym Kyzaibay (kazakh en écriture cyrillique : Назым Абайқызы Қызайбай) est une boxeuse kazakhe née le 14 septembre 1993 à Almaty.

## Carrière
En 2014, elle remporte la médaille d'or aux championnats du monde féminin de boxe amateur, deux ans après avoir remporté le bronze.
Elle est sacrée championne d'Asie en 2021 en battant l'Indienne Mary Kom.
Lors des Jeux olympiques d'été de 2024, elle remporte la médaille de bronze en poids mouches après avoir été battue en demi-finale par la future championne olympique Wu Yu.